# Molobratia japonica
Molobratia japonica là một loài ruồi trong họ Asilidae. Molobratia japonica được Bigot miêu tả năm 1878.